# دراموند ماثيوز
دراموند ماثيوز (بالإنجليزية: Drummond Matthews)‏ هو جيولوجي بريطاني، ولد في 5 فبراير 1931 في Porlock ‏ في المملكة المتحدة، وتوفي في 20 يوليو 1997 في تونتون (المملكة المتحدة) في المملكة المتحدة.

## وصلات خارجية
- دراموند ماثيوز على موقع إن إن دي بي (الإنجليزية)